# 澤春蔵
澤 春蔵（さわ はるぞう、1901年（明治34年）3月5日 - 1972年（昭和47年）7月24日）は、日本の実業家。日本交通の創業者。

## 経歴
1901年（明治34年）3月、鳥取県岩美郡大岩村大谷（現在の岩美町大谷）に生まれる。1914年（大正3年）3月、大岩小学校（現・岩美西小学校）を卒業する。春蔵は就学前に足を痛めていたため、自動車で自分の未来を開拓しようと考えた。その頃、日本国内にも自動車の数は少なく、鳥取県内では更に珍しいものだった。春蔵の得た運転免許は鳥取県内第3号であった。
1919年（大正8年）18歳の春蔵は1台のトラックで運送業を始めた。春蔵の事業は先進的だったが、閉鎖的な風土や不便な道路事情などにより、運送業としての見通しが立たなかった。
1923年（大正12年）9月、関東大震災が起こり、東京が壊滅状態になった。春蔵は復興事業に参加しようと考えたが「東京は鳥取から遠すぎる」と大阪で下車し、タクシーの運転手として働くことにした。1926年（大正15年）3月、25歳の時に大阪に「澤タクシー会社」を創立した。1934年（昭和9年）、室戸台風により新車85台が使用不可能になり、一時は破産状態になるが、3年半で事業を再建。「大阪に沢タクあり」と注目されるようになる。
日中戦争が深刻になるにつれ政府の経済統制が厳しくなり、タクシー業界も多元統制が命じられた。1941年（昭和16年）2月、澤春蔵は「澤タクシー株式会社」を中核として「日本交通株式会社」を創立した。終戦直後の日交本社は空爆による火災焼失に加え、同年9月の枕崎台風で冠水しため、使用できる車は数台という状況であった。敗戦の3ヵ月後に本社を大阪府西区新町4丁目の小学校跡地に移し、残存自動車から使用可能な部品を集めて車を再生した。一方で、調達の困難さから自社整備工場で車を造ろうと決意し、日交型自動車が製造された。
鳥取県では1945年（昭和20年）10月、澤春蔵に免許が与えられ、「沢（澤）タクシー」の名で開業されることになった。それが発展して、大阪府の法人と同名の1966年（昭和41年）8月、日本交通株式会社（鳥取）と名称を変えた。その後、関西・山陰の各地で事業を行ったが、主軸である「日本交通株式会社」を冠するバス・タクシー企業についても法人を一元化せず、大阪・鳥取と同様に各地域ごとに別法人とする手法を取った。
澤は大阪と鳥取を結ぶ長距離バスを計画し、それを14年かかって実現した。
1972年（昭和47年）7月24日、澤春蔵は営業所を見回ったあと、自分の運転する自動車から降りて社長室の椅子に座ったところで急死した。71歳だった。死後、五位勲三等瑞宝章が追贈された。
坊主頭で黒い詰襟、飾らない人柄であり、タクシー同業者の間で親しみと敬意を込めて「和尚さん」と呼ばれていた。春蔵は苦難の過去を振り返り、「1.体力、2.智力、3.忍耐力、4.情熱的努力」の4項目の信念を挙げている。

## 関連人物
- 澤巖（甥、2代目社長）
- 澤志郎（大甥、3代目社長）